# Sphaerodactylus elasmorhynchus
Sphaerodactylus elasmorhynchus är en ödleart som beskrevs av  Thomas 1966. Sphaerodactylus elasmorhynchus ingår i släktet Sphaerodactylus och familjen geckoödlor. Inga underarter finns listade i Catalogue of Life.